# سنجار (المالكية)
سنجار قرية سورية تتبع ناحية المعبدة في منطقة المالكية التابعة لمحافظة الحسكة في شمال شرق سورية. بلغ عدد سكانها 988 نسمة عام 2004.
تقع على بعد 20 كم إلى الغرب من مدينة المالكية. وبمحاذاة الحدود التركية.